# Francisco Jiménez
Francisco Jiménez est un arbitre chilien de football des années 1920.

## Carrière
Il a officié dans des compétitions majeures : 
- Copa América 1920 (1 match)
- Copa América 1926 (2 matchs)